# Убиство војводе од Гиза
Убиство војводе од Гиза (фр. La Mort du duc de Guise ; L'Assassinat du duc de Guise) је француски историјски филм у режији Шарла ле Баржија и Андреа Калмета, у адаптацији Андри Лаведан, То је један од првих филмова који садржи и оригиналну филмску музику, коју је компоновао Камиј Сен-Санс.

## Радња филма
Филм траје дуже него што је тада било уобичајено, око 15 минута и мање-више прецизно приказује догађаје из 1588. године када је Анри III Валоа позвао свог моћног ривала, војводу Анрија де Гиза у своју одају у дворац Блоа и брутално га убио.
Филм бољу глуму од већине филмова тог времена. Постављен је на помало позоришни начин, али има спор ритам.

## Премијера и пријем
Премијера је одржана у 17. новембра 1908. године. Била је у високим тоновима, што је и пристајало таквом ”уметничком” филму. Спонзорисана и рекламирана од стране Ле Филм д'Арт. Програм је укључивао фотографије у боји из Азије.
Успех филма у Француској инспирисао је друге компаније да сниме сличне филмове.
Филм Убиство војводе од Гиза објавио је у Сједињеним Државама премијерно је приказан 7. фебруара 1909. године, али није било специјалног програма премијере. Продуцентска кућа Пате је једноставно најавила филм као једно од својих тренутних „драмичних“ издања, у дужини од 853 стопе, знатно краће од верзије за коју је Камиј Сен-Санс компоновао своју музику; а компанија је избацила филм са својих листа пет недеља касније. 
Привукао је значајну пажњу критичара због угледа његових креатора и екипе. Многи критичари су приметили да би, са основом филма у француској историји, филм могао да се допадне вишој класи, али просечни амерички филмски гледалац можда неће моћи да прати радњу.